# Naoki Kuriyama
Naoki Kuriyama (栗山 直樹 Kuriyama Naoki?), född 8 december 1990 i Shizuoka prefektur, är en japansk fotbollsspelare.
Kuriyama började sin karriär 2013 i JEF United Chiba. 2014 blev han utlånad till FC Machida Zelvia. Han gick tillbaka till JEF United Chiba 2015. 2016 flyttade han till Montedio Yamagata.